# 佐野みどり
佐野 みどり（さの みどり、1951年2月17日 - ）は、日本の日本美術研究者。学習院大学教授。博士（文学）（東京大学、1997年）（学位論文「風流造形物語-日本美術の構造と様態」）。『源氏物語絵巻』など絵巻物の研究が専門。

## 略歴
- 東京都立新宿高等学校卒
- 1975年、東京大学文学部美術史学科卒業
- 1982年、東京大学大学院人文科学研究科美術史専門課程博士課程単位取得満期退学
- 国華社研究員
- 群馬県立女子大学専任講師
- 群馬県立女子大学助教授
- 武蔵野美術大学造形学部助教授
- 武蔵野美術大学造形学部教授
- 1996年、成城大学文芸学部芸術学科教授
- [2002年、学習院大学文学部哲学科教授

## 受賞歴
- 1999年　紫式部学術賞受賞

## 著書
- 『風流・造形・物語 日本美術の構造と様態』（スカイドア） 1997
- 『じっくり見たい『源氏物語絵巻』』（小学館） 2000

## 編著・共著
- 『新編 名宝日本の美術 第10巻 源氏物語絵巻』（小学館） 1991
- 『中世文化の美と力』（五味文彦, 松岡心平、中央公論新社） 2002
- 『中世日本の物語と絵画』（並木誠士、放送大学教育振興会） 2004